# マイタウン・ダイレクトバス

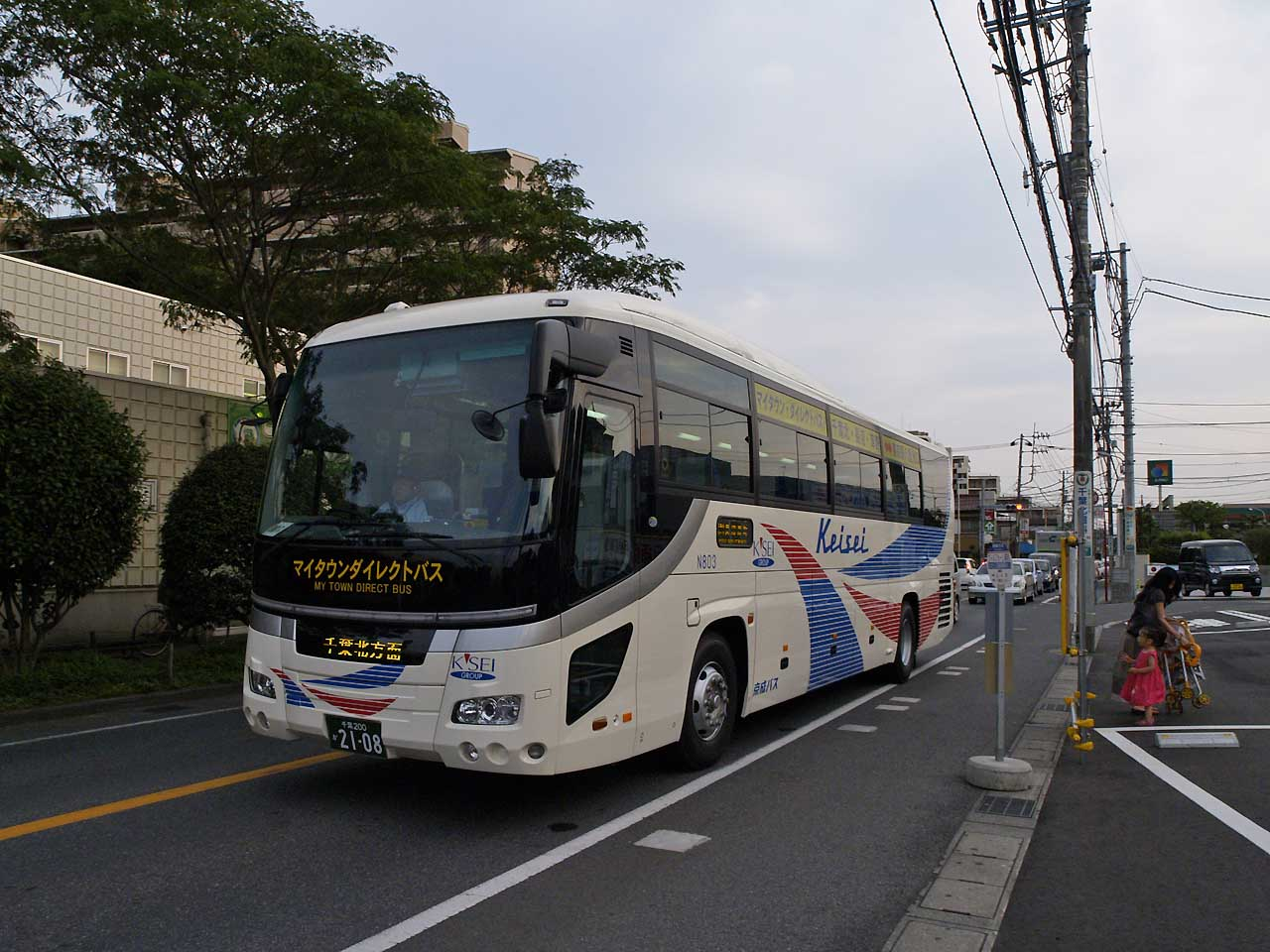
千葉北ルート「ちばきたライナー」
京成バス（N803号車）

マイタウン・ダイレクトバス (My town direct bus) とは、京成バスをはじめとする京成電鉄バスグループのバス会社が運行する、東京駅方面から千葉県内を結ぶ通勤高速バスの愛称である。

## 概要
東京都心と千葉県内間の通勤高速バスについては、およそ40年前に当時の運輸省から構想が打ち出されたものの、当時は道路整備が充分でなく先送りされた経緯がある。しかしその後に東関東自動車道や首都高速道路の整備も進んだことから、「マイタウン・ダイレクトバス」として、鉄道駅から距離のある新浦安地区と千葉北インターチェンジ周辺地区から東京都心までを「ダイレクト」に結ぶ通勤高速バスが計画された。
混雑する鉄道を利用することなく、また駅までの路線バス運賃、ならびにそこから都心までの鉄道運賃を合わせたものと同等のバス運賃 で都心へ行くことができることをアピールしている。京成グループの他の高速バス路線と同様に、無線を活用した渋滞回避運行が行われている。

## 沿革
- 2009年3月31日 - 新浦安ルート運行開始。
- 2009年5月13日 - 新浦安ルートでPASMO導入。
- 2009年5月20日 - 千葉北ルート運行開始。同時にPASMO導入。
- 2009年7月24日 - 千葉北ルート、草野車庫・花見川消防署前間に「長沼」停留所新設。
- 2009年9月16日 - 新浦安ルートダイヤ改正、平日ラッシュ時間帯の増便と土休日の減便、東京駅止まりの便とTDR発着便の新設など。
- 2009年9月19日 - 千葉北ルート、ヴィルフォーレ稲毛・ワンズモール間に「萩台入口」停留所新設。「ちばきたライナー」の愛称を同時期より使用。
- 2010年2月16日 - ちばきたライナー、ダイヤ改正。朝夕の充実、総武快速線の津田沼以遠最終便を逃しても大丈夫な深夜便の設定（東京駅24:15発）、土休日の減便など。
- 2010年9月1日 - ユーカりが丘ルート運行開始（以降の新路線は運行開始時よりPASMO対応）。
- 2010年9月16日 - 千城台ルート運行開始。
- 2011年11月16日 - ユーカリが丘ルートダイヤ改正、平日ラッシュ時間帯の増便と千葉北ICルート（志津経由）の減便など。
- 2012年4月8日 - 千葉市ベイエリア方面ルート運行開始。
- 2013年7月20日 - 千葉北ICルート（ユーカリが丘ルート）廃止。
- 2017年10月1日 - 新浦安ルートダイヤ改正。ジェイアールバス関東が運行に参入し、新浦安ルートのみ乗車場所が八重洲南口JR高速バスターミナル、降車場所が日本橋口に変更[1]。
- 2019年3月28日 - ユーカリが丘ルートから京成バスが撤退し、ちばグリーンバスと千葉内陸バスの2社体制となる。
- 2019年4月1日 - 千葉市ベイエリアルート廃止（最終運行は3月29日）。

## 新浦安ルート
運行会社
- 京成バス（新習志野高速営業所）
- 京成バス千葉ウエスト（千鳥営業所）
- ジェイアールバス関東（東京支店・鹿嶋支店）

運行経路
- （秋葉原駅 -） 東京駅八重洲南口 - 東京ディズニーリゾート[2]
- 秋葉原駅 → 東京駅八重洲南口 → 富岡三丁目 → 高洲四丁目 → 高洲七丁目 → 潮音の街北 → 海園の街 → 明海四丁目 → シンボルロード・パークシティ → ベイモール → ベイパーク → アールフォーラム → 日の出七丁目
- 秋葉原駅 → 東京駅八重洲南口 → 東京ディズニーシー → 東京ディズニーランド → 弁天第二 → 高洲四丁目 → 高洲七丁目 → 潮音の町北 → 海園の街→ 明海四丁目 → シンボルロード・パークシティ → ベイモール → ベイパーク → 日の出南小 → アールフォーラム → 日の出七丁目（土曜休日のみ）
- 深夜急行：有楽町駅 → 東京駅八重洲南口 → 新浦安駅北口 → サンコーポ西口 → 高洲四丁目 → 高洲七丁目 → 潮音の街北 → 海園の街 → 明海四丁目 → シンボルロード・パークシティ → ベイモール → ベイパーク → アールフォーラム → 日の出七丁目
- 日の出七丁目 → アールフォーラム → ベイパーク → ベイモール → シンボルロード・パークシティ → 明海四丁目 → 海園の街 → 潮音の街北 → 高洲七丁目 → 高洲四丁目 → 富岡三丁目 → 東京駅日本橋口 → 秋葉原駅
- 日の出七丁目 → アールフォーラム → ベイパーク → ベイモール → シンボルロード・パークシティ → 明海四丁目 → 海園の街 → 潮音の街北 → 高洲七丁目 → 高洲四丁目 → 弁天第二 → 東京ディズニーシー → 東京ディズニーランド → 東京駅日本橋口 → 秋葉原駅(平日はディズニーシー始発)

## 千葉北ルート（ちばきたライナー）
運行会社
- 京成バス（長沼営業所）

運行経路
- 東雲車庫 - 東京駅八重洲口 - いきいきプラザ入口 - 花見川消防署前 - 長沼 - 草野車庫 - ワンズモール - 萩台入口 - ヴィルフォーレ稲毛 - 長沼原町

## ユーカリが丘ルート
運行会社
- 京成バス千葉イースト（佐倉営業所・四街道営業所）

運行経路
- 四街道ICルート
東雲車庫 - 東京駅八重洲口 - 千代田団地入口 - 八木原小学校 - 吉見小学校 - 臼井駅入口 - 東邦大佐倉病院 - 下志津 - ユーカリが丘駅 - ユーカリが丘（宮ノ台）
- 佐倉ICルート
東雲車庫 - 東京駅八重洲口 - 第三工業団地入口 - DIC川村記念美術館（開館日のみ経由） - 第二工業団地入口 - 城郵便局 - 佐倉市役所 - 国立歴史民俗博物館

※ 佐倉ICルートは、ちばグリーンバスの単独運行

## 千城台ルート
運行会社
- 京成バス（千葉営業所）

運行経路
- 東雲車庫 - 東京駅八重洲口 - 小倉台駅 - 千城台北駅 - 千城台駅 - 御成台車庫
- 大江戸温泉物語 - 東京駅八重洲口 - 小倉台駅 - 千城台北駅 - 千城台駅 - 御成台車庫

- - 2010年9月16日：運行開始。（京成バスとちばフラワーバスの共同運行）
  - 2016年10月1日：大江戸温泉発着便を運行開始。
  - 2021年3月16日：ちばフラワーバスが運行から撤退し、京成バスの単独運行となる。それに伴い、『御成台車庫 - 八街駅 - さんぶの森公園 - 成東車庫』を廃止。

## 廃止ルート
- 千葉北ICルート（ユーカリが丘ルート）：東雲車庫 - 東京駅八重洲口 - み春野団地 - 上志津原 - 志津駅入口 - ショッピングセンター - ユーカリが丘駅 - ユーカリが丘（宮ノ台）

《京成バス長沼営業所・千葉内陸バス・ちばグリーンバス》
- - 2010年9月1日：運行開始。
  - 2013年7月20日：路線廃止。

- 千葉市ベイエリアルート：東雲車庫 - 国際展示場駅 - 東京駅八重洲口 - コロンブスシティー - 神田外語大学 - 幕張メッセ中央 - 海浜打瀬小学校 - 花見川通り - 磯辺中央 - 真砂コミュニティーセンター - 東京歯科大学正門 - 高浜北団地 - 高浜消防署 - 高浜車庫

《京成バス新習志野高速営業所・千葉海浜交通》
- - 2012年4月8日：運行開始。
  - 2013年8月16日：土日祝日・お盆・ならびに年末年始が運休となった。
  - 2019年3月30日：路線廃止。

- TDRルート（ユーカリが丘ルート）：東京ディズニーランド - 東京ディズニーシー - （四街道IC経由）- 千代田団地入口 - 八木原小学校 - 吉見小学校 - 臼井駅入口 - 東邦大佐倉病院 - 下志津 - ユーカリが丘駅 - ユーカリが丘（宮ノ台）

《京成バス長沼営業所・千葉内陸バス・ちばグリーンバス》
- - 2013年7月20日：運行開始。
  - 2014年11月16日：路線廃止。

## 特記事項
- 東京駅八重洲口の乗車場所は、新浦安ルートのみ乗車は八重洲南口JR高速バスターミナル5番乗り場、降車は日本橋口、それ以外の路線は京成バス3番乗り場の発着となる。東京駅のバス乗り場も参照。
- 上りは運賃先払い。
- 下りは後払いだが乗車時に降車するバス停を申告する必要がある。申告のないバス停は通過する。場所によっては経由しない。
- 2009年6月23日より新浦安ルート・千葉北ルート計6台のバス車内で公衆無線LANを用いたインターネット接続のトライアルサービスが行なわれている[3] が、好調だったため、8月1日より京成高速バス全車両での商用サービスが開始された。高速バス車内の無線LANサービスはすでに東京空港交通、京浜急行バスの空港リムジンバスにおいても行われている。
- 千葉北ルートは2009年のシルバーウィーク（9月の大型連休）に午前発の上りと午後発の下り運賃が、現金のみ500円に割引となる「東京へGO!キャンペーン」を実施した。
- 開通当初はPASMO・Suicaを利用すると運賃が50円引き（新浦安ルートは100円引き）となり、かつバス利用特典サービス（バス特）も対象となっていた。なお東京駅を23時以降に出発する深夜便はどちらも対象外。
- 2011年7月19日以降、全路線においてクール通勤応援割引・クールおでかけ割引として、早朝5時台の東京方面便と10時 - 15時台の閑散時間帯（土曜休日は終日）に始発地を発車する便を対象に、早朝は現金のみ500円・閑散時間帯は通常運賃より3割引（現金・ICカードいずれも）のキャンペーン運賃を実施した。このうち閑散時は2012年9月まで「オフピーク割引」として継続。
- 2012年10月1日より上記のオフピーク割引およびバス特適用を終了し、代わってICカード使用時に限り一律150円引きのサービスに転換した。
- 2021年5月10日より首都高速道路「呉服橋出入口」廃止に伴い、上り便の運行経路と一部路線の時刻を変更。